# 金城良太
金城 良太（きんじょう りょうた）は、日本の電気/電子工学・システム工学者。大阪工業大学工学部電子情報システム工学科准教授。博士（工学）（京都大学）。理化学研究所(RIKEN)放射光科学総合研究センター元研究員。元日本学術振興会特別研究員。
専門は、数理工学・プログラミング、人工知能(AI)・機械学習(ML)、量子エネルギー工学・プラズマ物理・核融合工学（レーザー核融合含む）。

## 略歴
1983年京都市で生まれる。1999年洛南高等学校附属中学校卒業。2002年洛南高等学校卒業。2006年京都大学工学部電気電子工学科卒業。同大学大学院エネルギー科学研究科博士課程修了後、博士（エネルギー科学）（京都大学）。日本学術振興会特別研究員(DC1)、理化学研究所放射光科学総合研究センター研究員などを経て、2022年京都大学エネルギー理工学研究所特定准教授。2023年大阪工業大学工学部に着任し、電子情報システム工学科准教授。
主な所属学会は、情報処理学会、日本物理学会、日本加速器学会、日本放射光学会、日本原子力学会など。主な受賞は、京都大学総長賞(2006)、第30回ACM国際大学対抗プログラミングコンテスト2006アジア地区予選東京大会1位。

## 主な研究
- AIを用いた電磁界シミュレーションの効率化・置き換え
- 機械学習(ML)を用いた超伝導機器内の臨界電流密度の逆解
- 高温超伝導クランクリングを用いたアンジュレータ
- SACLA軟X線自由電子レーザービームラインのビーム特性
- 慣性静電閉じ込め核融合装置における電子エネルギーの回収